# Егвив
Егвив (фр. Ayguesvives) насеље је и општина у јужној Француској у региону Миди Пирене, у департману Горња Гарона која припада префектури Тулуз.
По подацима из 2011. године у општини је живело 2426 становника, а густина насељености је износила 185,05 становника/km². Општина се простире на површини од 13,11 km². Налази се на средњој надморској висини од 172 метара (максималној 271 m, а минималној 156 m).

## Демографија
| 1962. | 1968. | 1975. | 1982. | 1990. | 1999. | 2011. |
| ----- | ----- | ----- | ----- | ----- | ----- | ----- |
| 515   | 876   | 1.218 | 1.261 | 1.523 | 1.815 | 2.426 |

График промене броја становника у току последњих година